# جمعية إيران - أمريكا

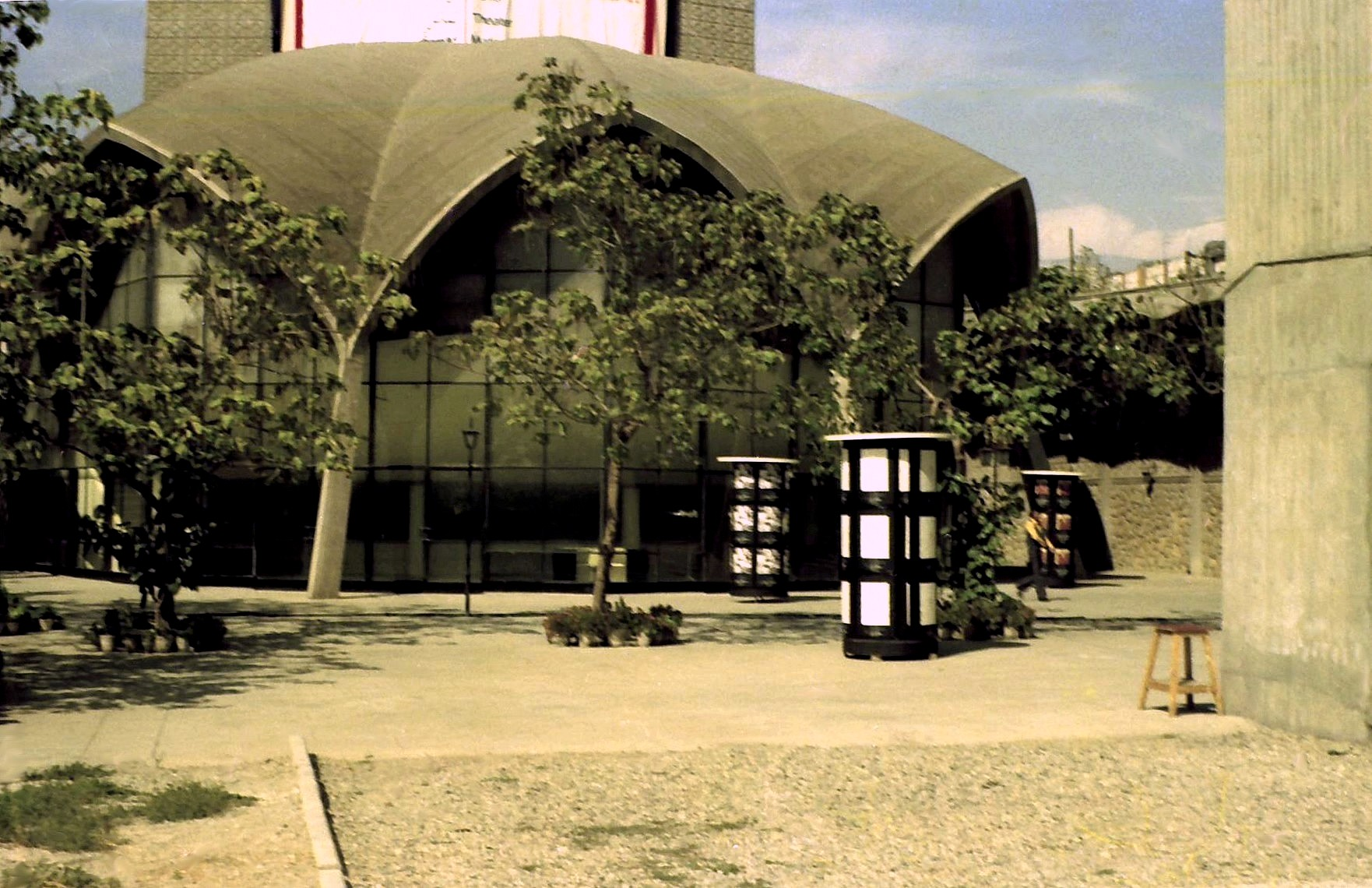
مقر جمعية إيران - أمريكا، طهران

تأسست جمعية إيران - أمريكا في الخمسينيات في طهران ، إيران لتعزيز التفاهم بين شعب إيران وشعب الولايات المتحدة الأمريكية. وكان الرئيس المؤسس للمجلس رالف إ. بيكيت. كان ديفيد نالي أحد أوائل مديريه. رتب مكتب الجمعية الإيرانية الأمريكية في واشنطن العاصمة التبادلات التعليمية للطلاب الإيرانيين. أصبح المركز الثقافي للجمعية في طهران مكان تجمع للطلاب والمثقفين الإيرانيين في ستينيات القرن العشرين ، والذين جذبهم التأثير التحرري للثقافة الأمريكية على إيران. تم تأسيس فرع ثان في أصفهان بعد عدة سنوات ، وكذلك فرع ثالث في مشهد . وشملت جميع المراكز الثلاثة مدارس اللغة الإنجليزية.
قامت الجمعية برعاية معرض للفن والتحف الفنية الإيرانية الذي قام بجولة في الولايات المتحدة في عام 1964.
تم قصف المركز الثقافي في طهران عام 1978 كجزء من الانتفاضة ضد الشاه. تم إغلاق المراكز الثقافية في طهران وأصفهان في نوفمبر 1979 ، عندما وقع الهجوم على السفارة الأمريكية. آخر مديرة لها في طهران ، كاثرين كوب ، احتجزت كرهينة في السفارة الأمريكية لمدة 444 يومًا.
كانت الجمعية الإيرانية الأمريكية في شيراز أيضًا.

## روابط خارجية
- بيان من الرئيس ليندون جونسون حول المجتمع بمناسبة معرضه الوطني في عام 1964.